# Bloomeria
Bloomeria Kellogg – rodzaj roślin z rodziny szparagowatych, obejmujący trzy gatunki, występujące w północno-zachodnim Meksyku i Kalifornii w Stanach Zjednoczonych w Ameryce Północnej.
Nazwa naukowa rodzaju została nadana na cześć Hirama Greena Bloomera, żyjącego w latach 1821-74, pioniera badań flory Kalifornii.

## Morfologia

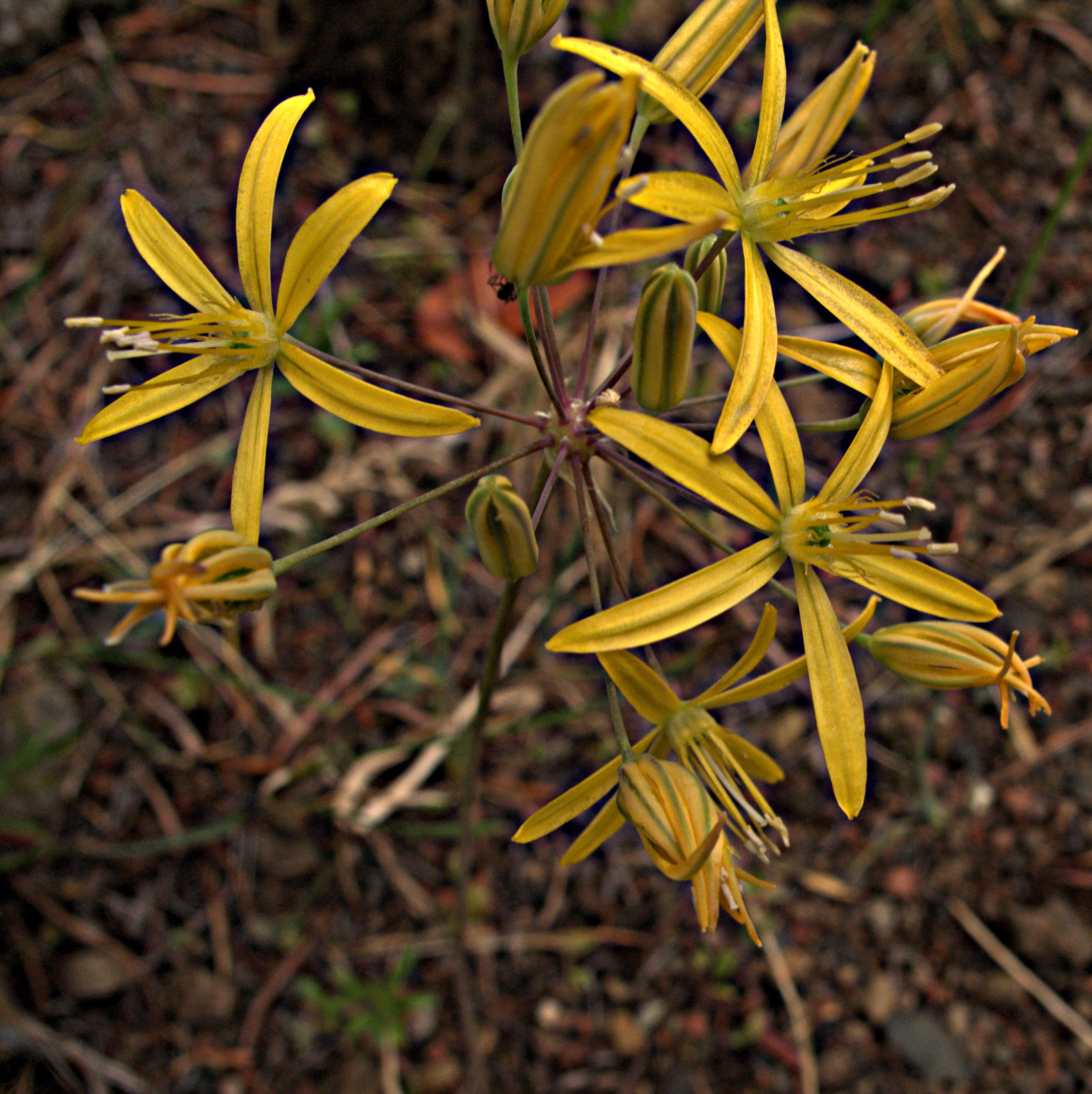
B. crocea

PokrójWieloletnie rośliny zielne.
PędPodziemna bulwocebula pokryta włóknistą okrywą.
LiścieOd jednego (B. crocea) do dwóch (B. humilis) lub do ośmiu (B. clevelandii) równowąsko-lancetowatych, całobrzegich liści odziomkowych, z wypustką grzbietową.
KwiatyZebrane od 10- do 35 w baldachowaty kwiatostan, który wyrasta na smukłym, sztywnym, okrągłym na przekroju głąbiku o wysokości do 70 cm. Kwiatostan wsparty jest 2–4 błoniastymi podsadkami. Szypułki długie, wyprostowane, u nasady i wierzchołkowo zgięte. Okwiat sześciolistkowy. Listki okwiatu trwałe, szeroko rozpostarte, wyraźnie lub nieznacznie zrośnięte u nasady, złocistożółte w brązowawe lub zielone paski, podługowato-równowąskie, nieco skręcone po przekwitnięciu, niemal równej wielkości. Pręciki nadległe listkom okwiatu i osadzone u ich nasady, nieco krótsze. Nitki pręcików rozszerzone u nasady, niekiedy łączące się w miseczkę, gromadzącą nektar, z której wierzchołka niekiedy wychodzą nitkowate wyrostki. Nitka wnika między luźno osadzone, obracające się pylniki, niemal od nasady główki. Zalążnia zbudowana z trzech owocolistków, górna, siedząca, trójkomorowa. Zalążki anatropowe, po kilka w każdej komorze. Szyjka słupka trwała, w czasie owocowania pękająca razem z torebką, nitkowata lub maczugowata, zakończona trójklapowanym znamieniem.
OwoceSiedzące, trójkanciaste, nieco kuliste, pękające torebki, zawierające czarne, kanciaste, nieco jajowate, pomarszczone nasiona o skorupowatej łupinie.

## Systematyka

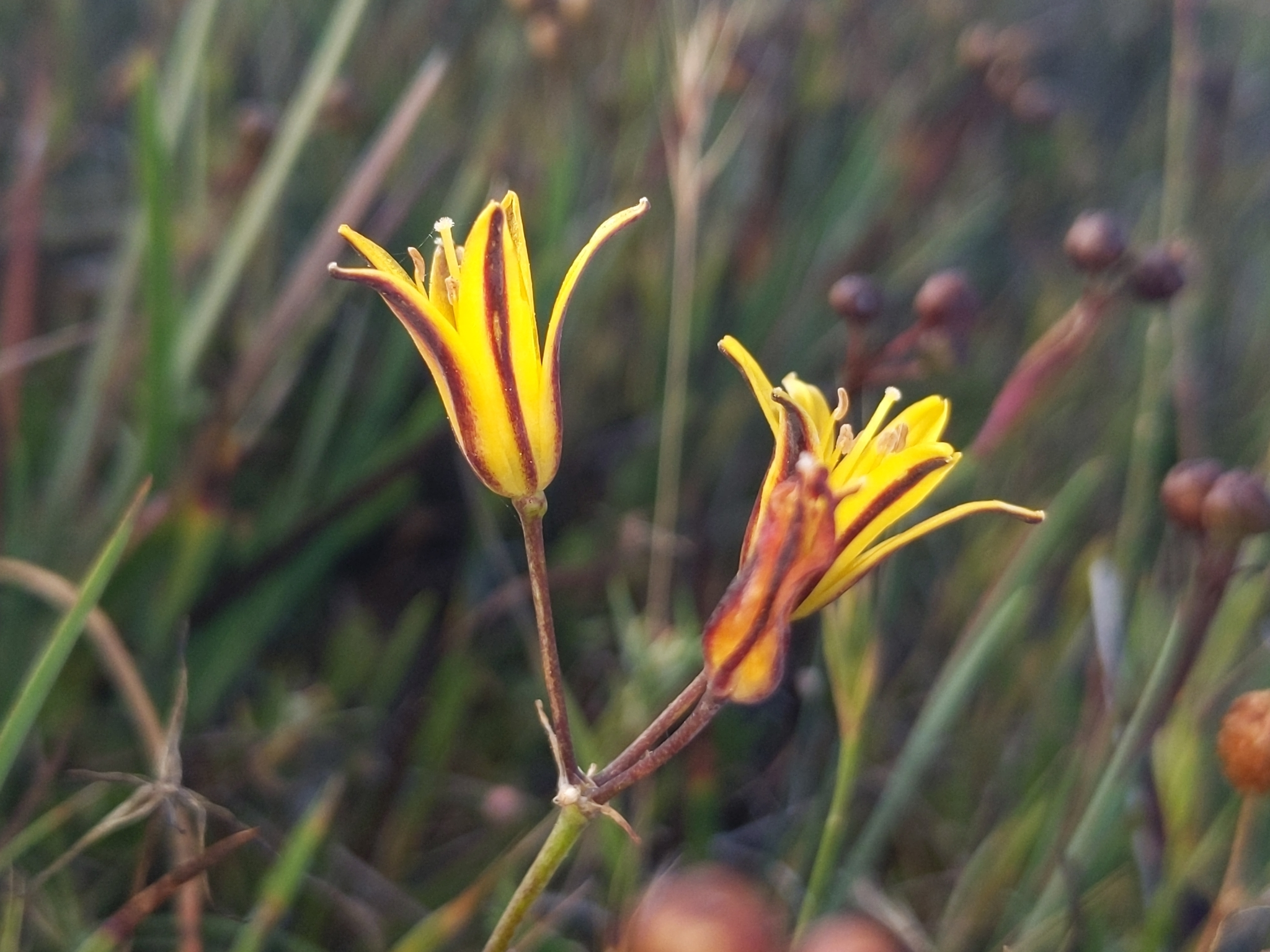
Bloomeria humilis

Pozycja systematycznaRodzaj z podrodziny Brodiaeoideae z rodziny szparagowatych Asparagaceae.
Ujęcie historyczneW systemie Takhtajana z 1997 r. zaliczany do plemienia Brodieae w podrodzinie czosnkowych w rodzinie czosnkowatych (Alliaceeae). W systemie Kubitzkiego zaliczony do rodziny Themidaceae.
Wykaz gatunków
- Bloomeria clevelandii S.Watson
- Bloomeria crocea (Torr.) Coville
- Bloomeria humilis Hoover

## Zastosowanie
Rośliny ozdobneBloomeria crocea jest uprawiana jako roślina ozdobna. Na pędzie kwiatostanowym o długości 30 cm tworzy baldach jaskrawych, złocistożółtych kwiatów o średnicy ok. 2,5 cm. Wymaga lekkiej, żwirowej, przepuszczalnej gleby i suchego stanowiska. Kwitnie na wiosnę. W Polsce, z uwagi na niską mrozoodporność (strefy mrozoodporności: 8-10), bulwocebule wymagają wykopania na zimę.